# Сиамана
Сиама̀на (на италиански и на сардински: Siamanna) е село и община в Южна Италия, провинция Ористано, автономен регион и остров Сардиния. Разположено е на 100 m надморска височина. Населението на общината е 837 души (към 2010 г.).